# Lynck
Lynck (Vlaams: Link) is een gehucht op de grens van de Franse gemeentes Loberge, Merkegem en Kapellebroek in het Noorderdepartement. Het gehuchtje ligt bijna drie kilometer ten zuiden van het dorpscentrum van Loberge, meer dan twee kilometer ten oosten van het centrum van Kappellebroek en 4,5 kilometer ten noordwesten van het dorpscentrum van Merkegem, waarmee het slechts door een smalle strook grondgebied verbonden is. Lynck ligt rond een sluis op het Kanaal van de Hoge Kolme (Canal de la Haute-Colme), een onderdeel van de Kolme. Net ten zuidwesten van Lynck splitst het Afleidingskanaal van de Kolme zich van de Kolme af richting Broekburgvaart.
Oude vermeldingen van het gehucht gaan reeds terug tot 1177 als Linck en Link. In 1248 bevestigde Aéline, vrouwe van Drincham, het recht tot vrije doortocht via de "overdragh de Lynke" ten gunste van de kerk van Waten. Via deze overdracht konden boten niveauverschillen op het kanaal overbruggen.
De Spaanse Nederlanden bouwden hier in de 17e eeuw een fort. Dit bleef Vlaams bezit, ook toen Broekburg en Grevelingen en de omliggende dorpen in 1659 aan Frankrijk kwamen. Toch bleef het fort tot 1673 in Vlaamse handen. Omdat de soldaten af en toe plunderden en aldus voor ongeregeldheden zorgden, werd het in 1673 door de Fransen veroverd en vervolgens versterkt. In 1678 moest het echter, krachtens de Vrede van Nijmegen, ontmanteld worden.

## Bezienswaardigheden
- De Onze-Lieve-Vrouw van Bijstandkerk (Église Notre-Dame du Perpétuel Secours), een tweebeukige kerk met een beuk van 1715 en een beuk van 1897.

## Nabijgelegen kernen
Loberge, Kapellebroek, Drinkam, Merkegem, Millam